# あの人にもう一度
『あの人にもう一度』（あのひとにもういちど）は、1977年1月7日から同年6月29日まで東京12チャンネル（現・テレビ東京）で毎週金曜 20:00 - 20:54 (JST) に放送されたドキュメントバラエティ番組である。

## 概要
初恋の人や苦しみの中で出会った人といった様々な人たちとの対面を中心に、夢の感動と人間模様のおかしさを描いていくことをコンセプトにした番組。

## 司会
- 高峰三枝子